# Abrasive
Abrasive è l'album di debutto del gruppo post grunge statunitense Puddle of Mudd, pubblicato nel 1997 dalla Hardknocks Records. Attualmente il CD è una rarità, essendo stato originariamente pubblicato in tiratura limitata.
Le tracce Nobody Told Me, Said, Piss It All Away, All I Ask For ed Abrasive furono tutte registrate per il successivo album dei Puddle of Mudd, Come Clean, ma solo le prime tre vi furono incluse. Questa versione della traccia Abrasive fu poi inclusa nel singolo di Control e nell'edizione speciale di Come Clean. All I Ask For esiste solamente come demo tratta dalle sessioni di registrazione, ed è inclusa nel singolo di Blurry.

## Tracce
1. Abrasive – 3:13
2. Nobody Told Me – 3:50
3. Stressed Out – 3:48
4. Hour Glass Man – 4:29
5. Migraine – 3:24
6. Said – 3:10
7. All I Ask For – 4:42
8. Purple Heart – 3:24
9. Locket – 3:37
10. Time – 2:51
11. Piss It All Away – 4:59

## Formazione
- Wes Scantlin - voce, chitarra
- Sean Sammon - basso
- Kenny Burkitt - batteria, percussioni